# Arima Kinen

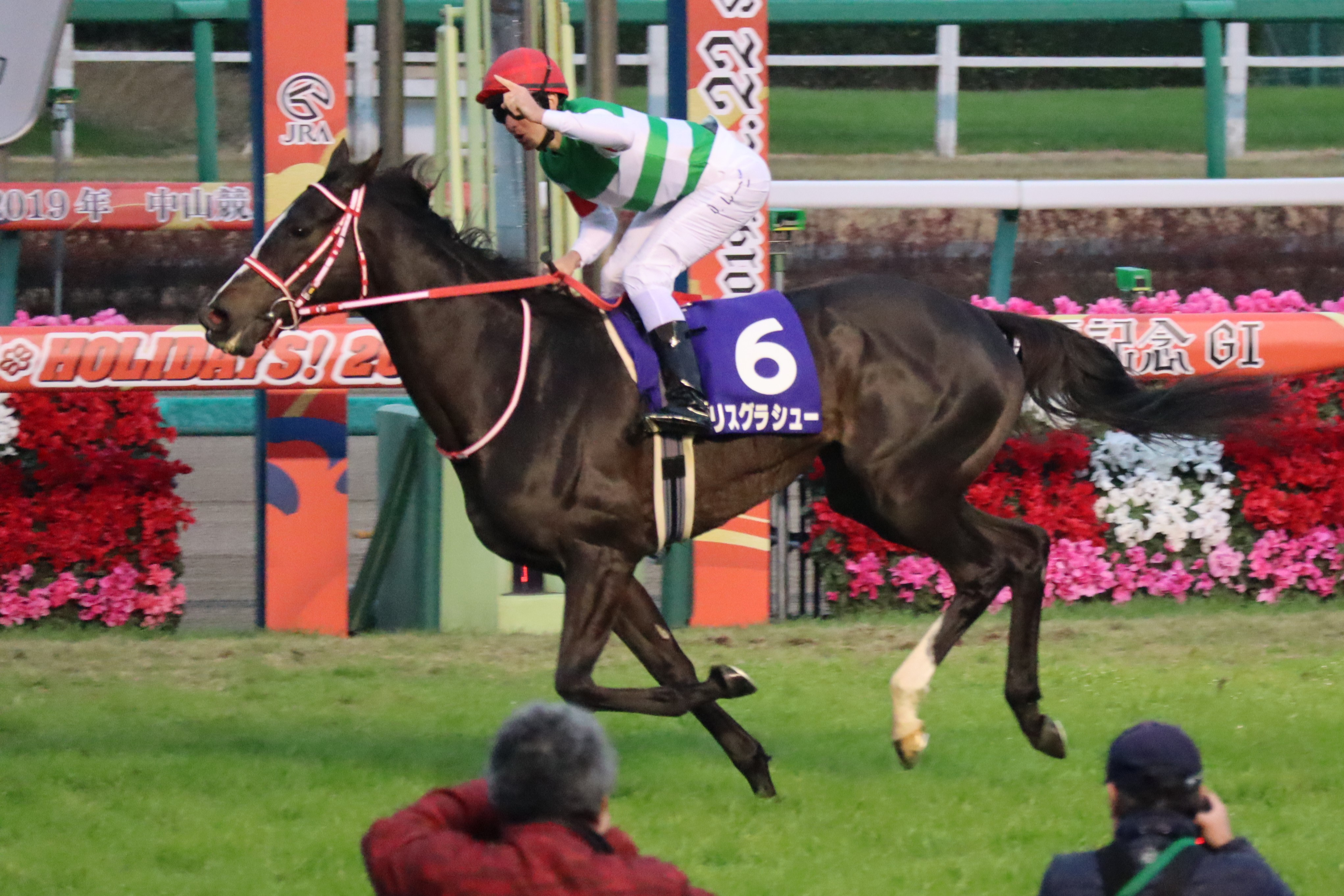
Arimakinen (2019)

Das Arima Kinen (japanisch 有馬記念) ist ein Galopprennen in Japan, das jedes Jahr Ende Dezember auf Grasboden (Turf) über eine Distanz von 2500 Metern auf der Nakayama-Rennbahn in Funabashi, Chiba ausgetragen wird. Das Gruppe I-Rennen findet in der japanischen Öffentlichkeit großen Anklang und gehört zu den populärsten Sportveranstaltungen des Landes. Zehn der sechzehn teilnehmenden Pferde werden durch eine öffentliche Wahl bestimmt, die restlichen sechs Starter werden durch ihre Gewinnsumme ermittelt.
Das Rennen wurde nach seinem Gründer Yoriyasu Arima (1884–1957) benannt und erstmals 1956 ausgetragen, damals noch als Nakayama Grand Prix. Gegenwärtig wird das Rennen von der Japan Racing Association ausgerichtet. Startberechtigt sind dreijährige und ältere Pferde. Bis 1999 durften nur in Japan trainierte Pferde teilnehmen, seit dem Jahr 2000 kann ein Pferd aus dem Ausland starten; sollte es zuvor den Japan Cup gewonnen haben.

## Siegerliste des Arima Kinen

### Sieger seit 2010
| Jahr | Sieger         | Alter | Jockey             | Trainer            | Besitzer               | Zeit   |
| ---- | -------------- | ----- | ------------------ | ------------------ | ---------------------- | ------ |
| 2023 | Do Deuce       | 4     | Yutaka Take        | Yasuo Tomomichi    | Kieffers Co Ltd        | 2:30.9 |
| 2021 | Efforia        | 3     | Takeshi Yokoyama   | Yuichi Shikato     | Carrot Farm            | 2:32.0 |
| 2022 | Equinox        | 3     | Christophe Lemaire | Tetsuya Kimura     | Silk Racing Co Ltd     | 2:32.4 |
| 2020 | Chrono Genesis | 4     | Yuichi Kitamura    | Takashi Saito      | Sunday Racing          | 2:35.0 |
| 2019 | Lys Gracieux   | 5     | Damian Lane        | Yoshito Yahagi     | U Carrot Farm          | 2:30.5 |
| 2018 | Blast Onepiece | 3     | Kenichi Ikezoe     | Masahiro Otake     | Silk Racing Co Ltd     | 2:32.2 |
| 2017 | Kitasan Black  | 5     | Yutaka Take        | Hisashi Shimizu    | Ono Shoji              | 2:33.6 |
| 2016 | Satono Diamond | 3     | Christophe Lemaire | Yasutoshi Ikee     | Hajime Satomi          | 2:32.6 |
| 2015 | Gold Actor     | 4     | Hayato Yoshids     | Tadashige Nakagawa | Kaname Ishiro          | 2:33.0 |
| 2014 | Gentildonna    | 5     | Keito Tosaki       | Sei Ishizaka       | Sunday Racing Co. Ltd. | 2.35.3 |
| 2013 | Orfevre        | 5     | Ken'ichi Ikezoe    | Yasutoshi Ikee     | Sunday Racing Co. Ltd. | 2.32.3 |
| 2012 | Gold Ship      | 3     | Hiroyuki Uchida    | Naosuke Sugai      | Eiichi Kobayashi       | 2:31.9 |
| 2011 | Orfevre        | 3     | Ken'ichi Ikezoe    | Yasutoshi Ikee     | Sunday Racing Co. Ltd. | 2:36.0 |
| 2010 | Victoire Pisa  | 3     | Mirco Demuro       | Katsuhiko Sumii    | Yoshimi Ichikawa       | 2:32.6 |

### Sieger 1956–2009
| Jahr | Pferd           |
| ---- | --------------- |
| 2009 | Dream Journey   |
| 2008 | Daiwa Scarlet   |
| 2007 | Matsurida Gogh  |
| 2006 | Deep Impact     |
| 2005 | Heart’s Cry     |
| 2004 | Zenno Rob Roy   |
| 2003 | Symboli Kris S. |
| 2002 | Symboli Kris S  |
| 2001 | Manhattan Cafe  |
| 2000 | T. M. Opera O   |
| 1999 | Grass Wonder    |
| 1998 | Grass Wonder    |
| 1997 | Silk Justice    |
| 1996 | Sakura Laurel   |
| 1995 | Mayano Top Gun  |
| 1994 | Narita Brian    |
| 1993 | Tokai Teio      |
| 1992 | Mejiro Palmer   |
| 1991 | Dai Yusaku      |
| 1990 | Oguri Cap       |
| 1989 | Inari One       |
| 1988 | Oguri Cap       |
| 1987 | Mejiro Durren   |
| 1986 | Dyna Gulliver   |
| 1985 | Symboli Rudolf  |
| 1984 | Symboli Rudolf  |
| 1983 | Lead Hoyu       |
| 1982 | Hikari Duel     |
| 1981 | Amber Shadai    |
| 1980 | Hoyo Boy        |
| 1979 | Green Grass     |
| 1978 | Kane Minobu     |
| 1977 | Ten Point       |
| 1976 | Tosho Boy       |
| 1975 | Ishino Arashi   |
| 1974 | Tanino Chikara  |
| 1973 | Strong Eight    |
| 1972 | Ishino Hikaru   |
| 1971 | Tomei           |
| 1970 | Speed Symboli   |
| 1969 | Speed Symboli   |
| 1968 | Ryuzuki         |
| 1967 | Kabuto Shiro    |
| 1966 | Korehide        |
| 1965 | Shinzan         |
| 1964 | Yamato Kyodai   |
| 1963 | Ryu Forel       |
| 1962 | Onslaught       |
| 1961 | Homareboshi     |
| 1960 | Star Roch       |
| 1959 | Garnet          |
| 1958 | Onward There    |
| 1957 | Hakuchikara     |
| 1956 | Meiji Hikari    |